# O dwóch takich, co ukradli księżyc (film)
O dwóch takich, co ukradli księżyc – polski film przygodowy dla dzieci i młodzieży z 1962 roku w reżyserii Jana Batorego na podstawie powieści Kornela Makuszyńskiego pod tym samym tytułem.

## Obsada
- Lech Kaczyński – Jacek
- Maria Janecka – Jacek (głos)
- Jarosław Kaczyński – Placek
- Danuta Mancewicz – Placek (głos)
- Ludwik Benoit – Wojciech, ojciec Jacka i Placka
- Helena Grossówna – matka Jacka i Placka
- Janusz Strachocki – burmistrz Zapiecka
- Tadeusz Woźniak – nauczyciel w Zapiecku
- Janusz Kłosiński – Mortadella
- Adam Pawlikowski –
  - namiestnik Saradella,
  - mieszkaniec złotego miasta
- Wacław Kowalski – kowal w Zapiecku
- Henryk Modrzewski – Krawiec w Zapiecku
- Stanisław Milski – szewc w Zapiecku
- Bronisław Darski – Barnaba
- Stanisław Tylczyński – dworzanin
- Marian Wojtczak – kapitan zbójców
- Włodzimierz Skoczylas – zbójca „Łapiduch”
- Tadeusz Schmidt – zbójca „Krwawa Kiszka”
- Ryszard Ronczewski – zbójca „Rozporek”
- Józef Łodyński – zbójca „Kartofel”
- Henryk Staszewski – zbój
- Bolesław Kamiński – garbus karzeł
- Jadwiga Kuryluk – Julia Nieborak
- Michał Szewczyk – sprawozdawca podczas wyścigów garbusów
- Marian Łącz – chłop przerzucający ziemię
- Marian Kociniak – Grzegorz Nieborak
- Andrzej Szczepkowski – narrator (głos)

## Opis fabuły
We wsi Zapiecek na świat przychodzą bliźniacy – Jacek i Placek. Są niesamowicie żarłoczni, niesforni i leniwi. Wszystko wskazuje na to, że nic z nich nie będzie. Nie chcą pracować ani teraz, ani w przyszłości. Zamiast tego postanawiają ukraść złoty księżyc i go sprzedać. Przed wyruszeniem w drogę kradną matce ostatni bochenek chleba, który później zamienia się w kamień. Wkrótce wpadają w ręce złoczyńców. Gdy wyprawiają się do złotego miasta, poznają pozorną wartość wszystkich skarbów. Wracają więc do Zapiecka i pragną pomagać rodzicom w pracy.

## Informacje dodatkowe
- Kandydatury Jarosława i Lecha Kaczyńskich na casting do głównych ról w filmie złożył ich wuj, Stanisław Miedza-Tomaszewski[1].
- W 2004 roku poprawiona wersja została wydana na płycie DVD.
- Muzykę do filmu napisał Adam Walaciński, autor ilustracji muzycznej także do serialu telewizyjnego Czterej pancerni i pies oraz filmu Jerzego Kawalerowicza Faraon.
- Premiera odbyła się 12 listopada 1962 roku w podwójnym pokazie z krótkometrażowym Równym chłopakiem[2].